# Шагума
Шагума (Јап. 赤熊 "Црвени медвед") била је једна врста капе које су носили официри јапанске царске војске у Бошин рату (1867-68). Ова капа је била веома препознатљива на бојном пољу а правила се од дуге обојене медвеђе длаке.
Шагуме (赤熊) су биле капе које су обележавале припаднике из Тосе, капе "белог медведа" (白熊, Хагуме) носили су официри из округа Чошу, док су крзно "црног медведа" (黒熊, Когума) носили људи из Сацума хана. 
Ове Шагуме су се носиле и током прославе Гион фестивала. Сматра се да је ова капа настала по узору на црвенокосе Холанђане које су Јапанци видели у Нагасакију.